# 210-й отдельный сапёрный батальон
210-й отдельный сапёрный батальон — воинское подразделение в вооружённых силах СССР во время Великой Отечественной войны. Во время Великой Отечественной войны в боевых действиях принимали два различных формирования батальона.

## 210-й отдельный сапёрный батальон 65-го стрелкового корпуса
В составе действующей армии во время ВОВ с 22 июня 1941 по 30 августа 1941 года.
Являлся сапёрным батальоном 65-го стрелкового корпуса 1-го формирования
Прибыл в Елгаву 23 июня 1941 года, затем отступает на восток вместе с корпусом, 29 июня 1941 года когда колонна корпуса была обстреляна и корпус разделился на две группы, разделился и сапёрный батальон. Частью батальон ушёл в Ригу, частью продолжил отступление вместе с корпусом. Вероятно, что уничтожен в районе города Холм, где части корпуса неоднократно попадали в окружение.
30 августа 1941 года расформирован.

## 210-й отдельный сапёрный батальон Северо-Западного фронта
Переименован из 188-го отдельного сапёрного батальона Северо-Западного фронта 11 октября 1941 года,  12 октября 1941 года доукомплектован личным составом 160-го отдельного сапёрного батальона
В составе действующей армии во время ВОВ с 11 октября 1941 по 10 марта 1942 года.
10 марта 1942 года. переформирован в 210-й отдельный инженерный батальон

### Подчинение
| Дата            | Фронт (округ)         | Армия             | Корпус | Примечания |
| --------------- | --------------------- | ----------------- | ------ | ---------- |
| 01.11.1941 года | Северо-Западный фронт | 27-я армия        | -      | -          |
| 01.12.1941 года | Северо-Западный фронт | 27-я армия        | -      | -          |
| 01.01.1942 года | Северо-Западный фронт | 4-я ударная армия | -      | -          |
| 01.02.1942 года | Калининский фронт     | 4-я ударная армия | -      | -          |
| 01.03.1942 года | Калининский фронт     | 4-я ударная армия | -      | -          |

## Другие инженерно-сапёрные формирования с тем же номером
- 210-й отдельный инженерный батальон
- 210-й отдельный инженерно-сапёрный батальон
- 210-й отдельный моторизованный штурмовой инженерно-сапёрный батальон